# Kalamáfka (Lassíthi)
Kalamáfka, en grec moderne : Καλαμαύκα, est un village du dème d'Ierápetra, dans le district régional de Lassíthi, de la Crète, en Grèce. Selon le recensement de 2011, la population de Kalamáfka compte 425 habitants.
Le village est situé à une altitude de 500 m et à une distance de 13 km au nord-ouest d'Ierápetra.

## Recensements de la population
| Recensements | 1900 | 1920 | 1928 | 1940 | 1951 | 1961 | 1971 | 1981 | 1991 | 2001 | 2011 |
| ------------ | ---- | ---- | ---- | ---- | ---- | ---- | ---- | ---- | ---- | ---- | ---- |
| Population   | 541  | 650  | 776  | 1012 | 1138 | 1100 | 702  | 777  | /    | 488  | 425  |